# ディスゴージ (メキシコ)
Disgorge（ディスゴージ） は、1994年にメキシコで結成されたゴアグラインドバンド。彼らの音楽のスタイルは地元の様々なバンドに受け継がれている。
ゴアグラインドとブルータル・デスメタルの要素が入り混じった音楽性、強く低音を強調したガテラルボイスと演奏が特徴的である。アルバムのジャケットにはグロテスクな要素を含んだアートワークが数多く使われている。3rdアルバム以降ではサウンドプロダクションの質が格段に上がった事により、デスメタル色が強まっている。
また彼ら以外にもアメリカやオランダに同名のDISGORGEというバンドがいる。（そのため、Disgorge(MEX)、Disgorge(Mexico)、メヒコ DISGORGEと呼ばれている。）
結成から3rdアルバムまでボーカルを務めた「Antimo Buonnano」は、現在シンガポールのデス / ブラックメタルバンド「Impiety」に在籍している(ボーカル担当ではない)。

## ディスコグラフィー
- 1998年 - Split 7" with Squash Bowels
- 1998年 - Chronic Corpora Infest（1stアルバム）
- 2000年 - Forensick（2ndアルバム）
- 2001年 - Goremassacre Perversity (Split with Cock And Ball Torture)
- 2002年 - Split CD with Squash Bowels
- 2003年 - Necrholocaust（3rdアルバム）
- 2004年 - Gorelics（初期音源集）
- 2006年 - Live Germany （ライヴアルバム）
- 2006年 - Gore Blessed to the Worms（4thアルバム）

## メンバー
- Edgar - ギター、ボーカル
- Gerardo - ギター、ボーカル
- Hector - ベース
- Willy - ドラム